# 上井草
上井草（日语：／ Kami-igusa */?）是東京都杉並區的地名。現行行政地名為上井草一丁目至四丁目。已實施住居表示。2013年10月1日為止的人口數為15,149人。

## 地理
位於杉並區北部。北部與井草之間以西武新宿線為界。南部與今川之間以早稻田通為界。東部與下井草之間以環八通為界。町域西部鄰接練馬區關町南、上石神井南町、下石神井。過去町內有井草川，現已暗渠化，上方改建為步道。町內多為住宅區。
上井草運動中心原為上井草球場，是戰前的職業棒球隊東京參議員隊（東京セネターズ）主場，後改建為上井草給水所配水池。配水池後來改建為上井草運動中心，一旁有早稻田大學的上井草球場，由早稻田大學的橄欖球部使用。
由於此地是動畫公司日昇動畫所在地，因此《機動戰士鋼彈》成為此地的地域振興活動主題（像是上井草站發車音樂為鋼彈主題曲、站前有鋼彈銅像、鋼彈的集章活動（スタンプラリー）、商店街的鋼彈旗幟、店舗的鐵捲門有鋼彈塗鴉等等）。

## 歷史

### 江戶時代
江戶時代初期，井草村分成上井草村與下井草村。
但是，江戶時代的「上井草村」範圍與現在的「上井草」範圍不同。過去的「上井草村」範圍包括現在的今川、善福寺、桃井、上荻四丁目、上井草西部（三丁目至四丁目）、西荻北一部分（三丁目至五丁目）。現在的上井草東部（一丁目、二丁目）在江戶時代屬下井草村一部分。
江戶時代，上井草村別名「遲野井（おそのい）村」。
根據『武藏名勝圖會』，最初此地稱為「尾園」、「小園」，人們取水的沼地稱為「尾園井」，地名也因此加上「井」字。
善福寺公園的善福寺池也稱為「遲野井」，井草八幡宮又名遲野井八幡宮。

### 近代
1889年，町村制施行，上井草村、下井草村、上荻窪村、下荻窪村合併成立東多摩郡井荻村。1896年，東多摩郡編入豐多摩郡，井荻村在1926年改為井荻町。
1927年，川越鐵道村山線（現西武鐵道新宿線）開通，上井草站開業。
1932年，豐多摩郡井荻町編入東京市，屬杉並區。

## 交通
町內有西武新宿線上井草站。東部可利用井荻站，西部可利用上石神井站（練馬區）。

## 設施
- 上井草運動中心（上井草スポーツセンター）
- 早稻田大學上井草球場（早稲田大学上井草グラウン）
- 東京都立杉並工業高等學校

### 動畫製作公司
包括日昇動畫在內，此地聚集許多動畫製作公司，是著名的動畫之町。
此外，上井草也常出現在這些製作公司的作品中。
- 日昇動畫
- 童夢
- SHAFT
- TRANS ARTS（トランスアーツ）
- Studio Takuranke（スタジオたくらんけ）
- AnimeFilm（アニメフィルム）（工作室）

## 備註
1. ↑  .   [2013-10-21]. （原始内容存档于2013-10-22）.
2. ↑  .   [2013-10-21]. （原始内容存档于2013-10-21）.
3. ↑  .   [2013-10-21]. （原始内容存档于2013-10-21）.
4. ↑  出没!アド街ック天国2010年3月6日放送分より
5. 1 2  冨澤（2002年），p.48-49
6. ↑  .   [2013-10-21]. （原始内容存档于2013-10-21）.